# National League System
National League System er niveau 5-11 i ligasystemet i engelsk fodbold. Denne del af systemet består af mange forskellige ligaer, der hver består af 1-3 divisioner. Strukturen af National League System, dvs. ligaernes indbyrdes placering og op- og nedrykning mellem dem administreres af The Football Association. Op- og nedrykning af klubber mellem divisioner inden for samme liga håndteres dog normalt af den enkelte liga.
I National League System nummereres ligaernes niveauer fra "Trin 1" til "Trin 7". Dvs. at divisionerne på niveau 5 i det komplette ligasystem er på "Trin 1" i National League System og så fremdeles. Divisionerne på på det nederste niveau i National League System inddeles endvidere i underkategorierne "Trin 7", "Trin 7A" og "Trin 7B", afhængig af standarden på klubbernes faciliteter.

## Cup-turneringer
Er et hold med i en division på et bestemt trin i National League System, får holdet også adgang til deltagelse i forskellige cup-turneringer arrangeret af The Football Association. 
- FA Cup: Teoretisk set alle trin – i praksis begrænset til trin 1–7
- FA Trophy: Trin 1–4
- FA Vase: Trin 5–7
- FA National League System Cup: Trin 7

## Trinnene i systemet

### Trin 1-2
Football Conference består af tre divisioner med i alt 68 hold på niveau 5-6 i det komplette ligasystem. Ligaen er den højst rangerende i National League System.
Den højst rangerende division er National League på trin 1, der samtidig er den lavest rangerende landsdækkende division i hele det engelske ligasystem. De 24 hold i divisionen spiller hver sæson om to oprykningspladser til League Two, som besættes af divisionsvinderen og vinderen af playoff-kampene mellem holdene på anden- til femtepladsen. Til gengæld rykker de fire lavest placerede hold et niveau ned.
Divisionerne National League North og National League South, der hver består af 22 hold inddelt efter deres geografiske placering, udgør trin 2 i National League System. I hver af divisionerne spiller holdene om to oprykningspladser til National League, som i hver division besættes af divisionsvinderen og vinderen af et playoff mellem nr. 2 til 5, mens der fra hver division rykker tre hold ned til en af ligaerne på trin 3. Holdene på er delt mellem de to divisioner ud fra deres geografiske placering, og det betyder at hold i grænseområdet mellem de to regioner i sommerpausen mellem to sæsoner kan bliver overført fra den ene til den anden division, hvis det skaber en bedre geografisk fordeling af holdene.
Ligaen blev etableret i 1979 under navnet Alliance Premier Football League. Den blev stiftet af de bedste hold fra Northern Premier League og Southern League i håb om at vinderen af Alliance Premier League ville have en bedre chance for at blive valgt til The Football League, hvis kun denne stillede op til valget i stedet for mange forskellige hold fra de to ligaer søgte om optagelse og dermed fik spredt stemmerne mellem sig.
Det lykkedes imidlertid aldrig vinderen af Alliance Premier League at bliver valgt ind i The Football League. Til gengæld blev automatisk op- og nedrykning af ét hold mellem The Football League og Football Conference etableret i 1987. Dog skal oprykkernes stadion opfylde krav fastlagt af The Football League for at blive oprykket, og i flere tilfælde i 1990'erne blev vinderne af Football Conference ikke oprykket på grund af mangelfulde stadionfaciliteter. I 2003 udvidedes antallet af oprykkere til The Football League fra 1 til 2.
Indtil 2004 bestod ligaen kun af én division, og først i 2004 oprettedes de regionale Conference North og Conference South, som blev presset ind i systemet mellem det daværende trin 1, der bestod af Football Conference, og daværende trin 2 med Northern Premier League, Southern League og Isthmian League.
De fleste af holdene i Conference National er fuldtidsprofessionelle, mens de fleste hold i Conference North og South er deltidsprofessionelle.

### Trin 3-4
Ligaerne Northern Premier League, Southern League og Isthmian League med tilsammen 198 hold udgør trin 3 og 4 i National League System, og de tre ligaer er de højst rangerende ikke-landsdækkende ligaer i systemet. Northern Premier League dækker det nordlige England og det den nordlige halvdel af Wales, Southern League dækker Midlands og det syd- og sydvestlige England samt den sydlige halvdel af Wales, mens Isthmian League dækker den sydøstlige del af England. Hver af de tre ligaer har én division med 22 hold på trin 3 og to geografisk opdelte divisioner med hver 22 hold på trin 4.
Fra hver af ligaerne oprykkes hver sæson to hold til Football Conference, dvs. der oprykkes i alt seks hold til trin 2. Holdene placeres i enten Conference North eller Conference South. I hver liga sikrer vinderen af Premier Division sig en direkte oprykningsplads, mens holdene, der ender på 2.- til 5.-pladserne i hver division spiller playoff-kampe om yderligere én oprykningsplads. Fra hver af de tre Premier Division'er rykker der fire hold ned i en af den pågældende ligas divisioner på trin 4.
Hver liga har to geografisk opdelte divisioner på trin 4. Northern Premier League og Isthmian League er opdelt i Division One North og Division One South, mens Southern League er opdelt i Division One Midlands og Division One South & West. De to lavest placerede hold i hver division rykkes ned. Holdene der rykker ned fordeles i divisionerne på trin 5 efter geografiske kriterier, men nedrykning fra Southern League sker normalt til Combined Counties League, Hellenic League, Midland Alliance, Spartan South Midlands League, United Counties League, Wessex League eller Western League, nedrykning fra Northern Premier League sker normalt til Northern League, Northern Counties East League eller North West Counties League, mens nedrykning fra Isthmian League normalt sker til Combined Counties League, Eastern Counties League, Essex Senior League, Kent League, Spartan South Midlands League eller Sussex County League.

#### Ændringer i 2013
The Football Association arbejdede fra 2006 til 2012 på at reducere antallet af divisioner på trin 5 fra 14 til 12. Problemet var teoretisk set, at ikke alle 14 ligaer kunne få et hold oprykket, når der kun blev rykket 12 hold ned fra divisionerne på trin 4. Målet var at have 12 divisioner med 22 hold på trin 5, fordi det ville passe med, at ét hold fra hver af de 12 divisioner kunne rykke op.
Det lykkedes imidlertid ikke ligaerne på trin 5 at blive enige om en sådan omstrukturering. I stedet valgte The Football Association at udvide antallet af hold i Northern League Premier Division, i Southern League Premier Division og alle tre divisioner i Isthmian League fra 22 til 24 hold. Det vil medføre, at der fortsat skal nedrykkes to hold fra hver af Division One-divisionerne med 22 hold, men at der som noget nyt skal nedrykkes tre hold fra hver af Division One-divisionerne med 24 hold. Det giver i alt 14 nedrykkere fra trin 4, hvilket passer med, at der kan oprykkes ét hold fra hver af de 14 divisioner på trin 5.
Denne omstrukturering træder i kraft ved starten af sæsonen 2013-14.

### Trin 5-6
Trin 5 består af 14 divisioner i 14 forskellige ligaer, der alle har sin højst rangerende division på trin 5. De fleste af ligaerne har derudover én eller flere lavere rangerende divisioner på trin 6 og lavere.
| - Combined Counties League - Eastern Counties League - Essex Senior League (kun trin 5) - Hellenic League - Kent League (kun trin 5) - Midland Alliance (kun trin 5) - North West Counties League | - Northern Counties East League - Northern League - Spartan South Midlands League - Sussex County League - United Counties League - Wessex League - Western League |

Fra ligaerne på trin 5 er der ingen automatisk oprykning til trin 4. Klubber, der er interesseret i at rykke op til trin 4, skal inden 30. november indsende en skriftlig ansøgning om oprykning til The Football Association. Efter sæsonen vurderer et udvalg under forbundet hvilke 12 klubber, der skal rykkes op til trin 4. Normalt er vinderne af de 14 divisioner oprykningsberettiget, forudsat at de pågældende holds stadion opfylder forbundets krav til hold på trin 4. Hvis vinderen af en liga ikke er oprykningsberettiget, kan holdene, der sluttede på anden- eller tredjepladsen i den pågældende liga komme på tale til oprykning, men normalt oprykkes der højst ét hold pr. liga.
Antallet af oprykningspladser bliver dog i forbindelse med omstruktureringen i 2013 øget fra 12 til 14, jf. afsnittet om ændringer i 2013.
For de ligaer, der har yderligere divisioner på trin 6, sker op- og nedrykning mellem trin 5 og 6 efter de pågældende ligaers retningslinjer. For de ligaer, der ikke har divisioner på lavere niveauer gælder følgende. Fra Essex Senior League rykker de dårligste hold normalt ned i Essex Olympian League, hvis bedste division, Premier Division, befinder sig på trin 7(!). Fra Kent League sker nedrykning normalt til Kent Invicta League på trin 6, som i øvrigt også kun har én division. Endelig sker nedrykning fra Midland Alliance normalt til den bedste division i enten West Midlands (Regional) League eller Midland Combination, som begge har divisioner på trin 6 og 7 samt en division uden for National League System.
Nedrykning fra trin 6 sker enten til en division på trin 7 i samme liga eller til en anden liga i et passende geografisk område.

### Trin 7
Trin 7 er det laveste niveau i National League System. På dette niveau har 36 ligaer sin højst rangerende division, og fra dette niveau begynder ligaerne at blive meget lokale og dække forholdsvis små områder. Ligaerne på dette trin inddeles endvidere i underkategorierne "Trin 7", "Trin 7A" og "Trin 7B", afhængig af standarden på divisionernes klubbers faciliteter.
I de ligaer, der også har divisioner på lavere niveauer, er det kun divisionerne på dette trin og højere, der betragtes som en del af National League System.

### Struktur
Nedenstående tabel vises strukturen af National League System.
| National League System                  |                                      |                                          |                                            |                                                |                                                  |                                                            |
| Trin 1                                  | Trin 2                               | Trin 3                                   | Trin 4                                     | Trin 5                                         | Trin 6                                           | Trin 7                                                     |
| Football Conference Conference National | Football Conference Conference North | Northern Premier League Premier Division | Northern Premier League Division One South | North West Counties League Premier Division    | North West Counties League Division One          | West Lancashire League Premier Division                    |
| Football Conference Conference National | Football Conference Conference North | Northern Premier League Premier Division | Northern Premier League Division One South | North West Counties League Premier Division    | North West Counties League Division One          | Manchester League Premier Division                         |
| Football Conference Conference National | Football Conference Conference North | Northern Premier League Premier Division | Northern Premier League Division One South | North West Counties League Premier Division    | North West Counties League Division One          | West Cheshire League Division One                          |
| Football Conference Conference National | Football Conference Conference North | Northern Premier League Premier Division | Northern Premier League Division One South | North West Counties League Premier Division    | North West Counties League Division One          | Liverpool County Premier League Premier Division           |
| Football Conference Conference National | Football Conference Conference North | Northern Premier League Premier Division | Northern Premier League Division One South | North West Counties League Premier Division    | North West Counties League Division One          | Staffordshire County Senior League Premier Division        |
| Football Conference Conference National | Football Conference Conference North | Northern Premier League Premier Division | Northern Premier League Division One South | North West Counties League Premier Division    | North West Counties League Division One          | Cheshire League First Division                             |
| Football Conference Conference National | Football Conference Conference North | Northern Premier League Premier Division | Northern Premier League Division One South | North West Counties League Premier Division    | North West Counties League Division One          | Leicestershire Senior League Premier Division              |
| Football Conference Conference National | Football Conference Conference North | Northern Premier League Premier Division | Northern Premier League Division One South | Northern Counties East League Premier Division | Northern Counties East League Division One       | West Yorkshire League Premier Division                     |
| Football Conference Conference National | Football Conference Conference North | Northern Premier League Premier Division | Northern Premier League Division One North | Northern Counties East League Premier Division | Northern Counties East League Division One       | Central Midlands Alliance Supreme Division                 |
| Football Conference Conference National | Football Conference Conference North | Northern Premier League Premier Division | Northern Premier League Division One North | Northern Counties East League Premier Division | Northern Counties East League Division One       | Humber Premier League Premier Division                     |
| Football Conference Conference National | Football Conference Conference North | Northern Premier League Premier Division | Northern Premier League Division One North | Northern League Division One                   | Northern League Division Two                     | Northern Alliance Premier Division                         |
| Football Conference Conference National | Football Conference Conference North | Northern Premier League Premier Division | Northern Premier League Division One North | Northern League Division One                   | Northern League Division Two                     | Wearside League Premier Division                           |
| Football Conference Conference National | Football Conference Conference North | Southern League Premier Division         | Southern League Division One South & West  | Western League Premier Division                | Western League Division One                      | South West Peninsula League Premier Division               |
| Football Conference Conference National | Football Conference Conference North | Southern League Premier Division         | Southern League Division One South & West  | Western League Premier Division                | Western League Division One                      | Somerset County League Premier Division                    |
| Football Conference Conference National | Football Conference Conference North | Southern League Premier Division         | Southern League Division One South & West  | Western League Premier Division                | Western League Division One                      | Gloucestershire County League                              |
| Football Conference Conference National | Football Conference Conference North | Southern League Premier Division         | Southern League Division One South & West  | Western League Premier Division                | Western League Division One                      | Wiltshire League Premier Division                          |
| Football Conference Conference National | Football Conference Conference North | Southern League Premier Division         | Southern League Division One South & West  | Wessex League Premier Division                 | Wessex League Division One                       | 2004 Hampshire League                                      |
| Football Conference Conference National | Football Conference Conference North | Southern League Premier Division         | Southern League Division One South & West  | Wessex League Premier Division                 | Wessex League Division One                       | Isle of Wight League Division One                          |
| Football Conference Conference National | Football Conference Conference North | Southern League Premier Division         | Southern League Division One Midlands      | Wessex League Premier Division                 | Wessex League Division One                       | Dorset Premier League Division 1                           |
| Football Conference Conference National | Football Conference Conference North | Southern League Premier Division         | Southern League Division One Midlands      | Wessex League Premier Division                 | Wessex League Division One                       | Hampshire Premier League Senior Division                   |
| Football Conference Conference National | Football Conference Conference South | Southern League Premier Division         | Southern League Division One Midlands      | Hellenic League Premier Division               | Hellenic League Division One East                | Reading League Senior Division                             |
| Football Conference Conference National | Football Conference Conference South | Southern League Premier Division         | Southern League Division One Midlands      | Hellenic League Premier Division               | Hellenic League Division One East                | North Berkshire League Division One                        |
| Football Conference Conference National | Football Conference Conference South | Southern League Premier Division         | Southern League Division One Midlands      | Hellenic League Premier Division               | Hellenic League Division One West                | Oxfordshire Senior League Premier Division                 |
| Football Conference Conference National | Football Conference Conference South | Southern League Premier Division         | Southern League Division One Midlands      | Midland Alliance                               | West Midlands (Regional) League Premier Division | West Midlands (Regional) League Division One               |
| Football Conference Conference National | Football Conference Conference South | Southern League Premier Division         | Southern League Division One Midlands      | Midland Alliance                               | Midland Combination Premier Division             | Midland Combination Division One                           |
| Football Conference Conference National | Football Conference Conference South | Southern League Premier Division         | Southern League Division One Midlands      | United Counties League Premier Division        | United Counties League Division One              | Bedfordshire League Premier Division                       |
| Football Conference Conference National | Football Conference Conference South | Southern League Premier Division         | Southern League Division One Midlands      | United Counties League Premier Division        | United Counties League Division One              | Northampton Town League Premier Division                   |
| Football Conference Conference National | Football Conference Conference South | Southern League Premier Division         | Southern League Division One Midlands      | United Counties League Premier Division        | United Counties League Division One              | Peterborough & District League Premier Division            |
| Football Conference Conference National | Football Conference Conference South | Southern League Premier Division         | Southern League Division One Midlands      | United Counties League Premier Division        | United Counties League Division One              | Northamptonshire Combination Premier Division              |
| Football Conference Conference National | Football Conference Conference South | Southern League Premier Division         | Southern League Division One Midlands      | Spartan South Midlands League Premier Division | Spartan South Midlands League Division One       | Spartan South Midlands League Division Two                 |
| Football Conference Conference National | Football Conference Conference South | Southern League Premier Division         | Southern League Division One Midlands      | Combined Counties League Premier Division      | Combined Counties League Division One            | Middlesex County League Premier Division                   |
| Football Conference Conference National | Football Conference Conference South | Southern League Premier Division         | Southern League Division One Midlands      | Combined Counties League Premier Division      | Combined Counties League Division One            | Surrey Elite Intermediate League                           |
| Football Conference Conference National | Football Conference Conference South | Southern League Premier Division         | Southern League Division One Midlands      | Combined Counties League Premier Division      | Combined Counties League Division One            | Surrey South Eastern Combination Intermediate Division One |
| Football Conference Conference National | Football Conference Conference South | Isthmian League Premier Division         | Isthmian League Division One South         | Kent League Premier Division                   | Kent Invicta League                              | Kent County League Premier Division                        |
| Football Conference Conference National | Football Conference Conference South | Isthmian League Premier Division         | Isthmian League Division One South         | Sussex County League Division One              | Sussex County League Division Two                | Sussex County League Division Three                        |
| Football Conference Conference National | Football Conference Conference South | Isthmian League Premier Division         | Isthmian League Division One North         | Eastern Counties League Premier Division       | Eastern Counties League First Division           | Cambridgeshire FA County League Premier Division           |
| Football Conference Conference National | Football Conference Conference South | Isthmian League Premier Division         | Isthmian League Division One North         | Eastern Counties League Premier Division       | Eastern Counties League First Division           | Anglian Combination Premier Division                       |
| Football Conference Conference National | Football Conference Conference South | Isthmian League Premier Division         | Isthmian League Division One North         | Eastern Counties League Premier Division       | Eastern Counties League First Division           | Suffolk & Ipswich League Senior Division                   |
| Football Conference Conference National | Football Conference Conference South | Isthmian League Premier Division         | Isthmian League Division One North         | Eastern Counties League Premier Division       | Eastern Counties League First Division           | Essex & Suffolk Border League Premier Division             |
| Football Conference Conference National | Football Conference Conference South | Isthmian League Premier Division         | Isthmian League Division One North         | Essex Senior League                            | →                                                | Essex Olympian League Premier Division                     |
| Trin 1                                  | Trin 2                               | Trin 3                                   | Trin 4                                     | Trin 5                                         | Trin 6                                           | Trin 7                                                     |